# Lobelia acrochila
Lobelia acrochila là loài thực vật có hoa trong họ Hoa chuông. Loài này được (E.Wimm.) E.B.Knox mô tả khoa học đầu tiên năm 1993.